# Jacques-Bénigne Bossuet
Jacques-Bénigne Bossuet (Dijon, 27. rujna 1627. – Pariz, 12. travnja 1704.), francuski klasicistički književnik, teolog i biskup.

## Životopis
Rođen je u Dijonu, u Burgundiji, u obitelji visokih dužnosnika. Stekao je temeljno teološko i opće obrazovanje. Veoma rano su došle do izražaja njegove govorničke sposobnosti. Sa 16 godina svojim govorom je zadivio sve prisutne u salonu Rambouillet. Godine 1649. postaje doktor teologije, a za svećenika je posvećen 1652. U crkvenoj službi isticao se vrijednošću i upornošću, posebno kao propovjednik. Biskup postaje 1669., a već sljedeće godine izabran je za prjestolonasljednikovog učitelja. Ovu dužnost vršio je do 1680. godine i u tom razdoblju, između ostalog, sastavljao je i niz rasprava i udžbenika za svog slavnog, ali ne mnogo sposobnog, učenika. Posljednje godine svog života Bossuet provodi u intenzivnom radu na učvršćivanju katoličke vjere i Crkve i na teološkim raspravama s protestantima i kvijetistima.

### Teolog
Bossuet je bio tvrd i nepokolebljiv dogmatičar, braneći čistoću katoličke vjere od svih suvremenih heretika i opasnosti. Pored protestantizma i kvijetizma, on je brani i od umjetnosti, prije svega kazališta, u kome vidi nedovoljno jasno iskazanu moralnu pouku, ako je uopće i ima. Izgovorene povodom vjerskih blagdana, Bossuetove propovijedi predstavljaju napor da se "čista evanđeoska misao" pretvori u riječ. 
Pored propovedi, Bossuet je napisao i veliki broj posmrtnih govora, izgovorenih poslije smrti crkvenih dostojanstvenika i znamenitih ličnosti s dvora Luja XIV. I ovi govori su ispunjene moralnim poukama, razmišljanjima o ljudskoj sudbini, taštini, ništavnosti i jednakosti pred Bogom i siromašnih i bogatih, moćnih i slabih. Sudeći o svemu uvijek samo s gledišta nadmoćne vere i crkve, bez ikakvih ličnih raspoloženja, on je u ovim govorima bio strog, čak i prema onim ličnostima za koje su bili rezervirani samo laskanje i hvalospjevi. U tom pogledu, Bossuet donekle odskače u vremenu u kom je živio. Svoje propovijedi je brižljivo i strpljivo pisao, ali nije ih nikad objavljivao. To su učinili njegovi potomci, 68 godina nakon njegove smrti.

### Književnik
U Bossuetovim spisima sve je podređeno osnovnoj ideji o Bogu. U njima je sve simetrično, skladno, jednostavno i uzvišeno. I pored toga, kroz vanjsku formu, idejno hladnu i mračnu, probija se snaga Bossuetovog snažnog lirskog temperamenta. Trudeći se biti strog teolog, on je često i nadahnuti pjesnik. Mnoge rečenice zvuče kao poezija puna ritma, aliteracija, asonanci, unutrašnjih rima.

## Vanjske poveznice
|  | Zajednički poslužitelj ima još gradiva o temi Jacques-Bénigne Bossuet |
|  | Wikicitati imaju zbirke citata o temi Jacques-Bénigne Bossuet         |